# مايك هازن
مايك هازن (بالإنجليزية: Mike Hazen) هو لاعب كرة قاعدة أمريكي، ولد في 7 يناير 1976 في ويماوث في الولايات المتحدة.

## وصلات خارجية
- مايك هازن على موقعبيزبول رفرنس.كوم (الدوري الثانوي) (الإنجليزية)